# لين آبي
لين آبي (بالإنجليزية: Lynn Abbey) مارلين لورين «لين» أبى من مواليد (18 ايلول/سبتمبر 1948) هي أمريكية مبرمجة كمبيوتر والأديبة.

## نشأته
ولدت في بيكسكيل، نيويورك، أبى كان ابنة من رونالد ليونيل (مدير التأمين) ودوريس لورين ربة منزل. حضرت جامعة روتشستر، حيث بدأت بوصفها رائدة علم فيزياء فلكية. حصلت على شهادة ليسانس الآداب (1969) والماجستير (1971) في تاريخ أوروبا، ولكن انتقلت إلى برمجة الكومبيوتر كمهنة «عندما أشار مستشاري إلى أنه، بالنظر إلى الطبيعة من ارتفاع وانخفاض منحنيات الديمغرافية، ومناصب هيئة التدريس بالجامعة دائمين ستكون نادرة مثل اسنان الدجاجة لخمسة وعشرين عاما القادمة، وكان التعليم الخاص قد تحول إلى هواية باهظة الثمن (وكان محقا، أيضا.)» وكانت قد تزوجت رالف دريسلر 14 يوليو 1969؛ ولكنهما انفصلا 31 أكتوبر 1972. وخلال هذه الفترة أصبحت أيضا عضوا في عاشقي الخيال العلمي.

## الانتقال لميشيغان
في عام 1976، بعد أن قضت فترة في برمجة لشركات التأمين، والعمل على توثيق أزمة الإفلاس في مدينة نيويورك، انتقلت إلى آن آربر (ميشيغان). في يناير 1977, حيث أصيبت في حادث سيارة وهي في طريقهاإلى اصطحاب جوردون ر.ديكسون الذي كان ضيف الشرف في الاتفاقية تلك السنة. وتطوع ديكسون لمساعدتها من خلال قراءة ونقد عملها (لكنت أكتب منذ الطفولة). مخطوطة مساعدتها في ان تصبح ابنة القمر المنير.

## أولى إصداراته وزواجه
أبي بدأت نشر في عام 1979 عدة كتب منها ابنة القمر المنير والقصة القصيرة «مواجهة الفوضى» جزء من لصوص العالم العالمية القصصية. في 28 آب/أغسطس، 1982 تزوجت من روبرت اسبرين رئيس تحرير كتب «لصوص العالم» وأصبحت المحرر المشارك. كما ساهمت المجموعة العالمية المشتركة الأخرى خلال 1980، بما فيها «الأبطال في الجحيم»
كمانها بدأت الكتابة لشركة «تى اس ار» 1994 مع الاستمرار في كتابة الروايات وتحرير المقتطفات الأدبية. وتشمل أعمالها ل«تى اس ار» قصص المنصوص عليها في العوالم المنسية وضبط ظلام الشمس.وروايات أخرى في سلسلة تشمل ارتفاع وسقوط الملك التنين رواية استكشاف موضوع الإبادة الجماعية.

### الطلاق
انفصلت ابى عن اسبرين عام1993ّّ، وانتقلت إلى مدينة أوكلاهوما سيتي. وواصلت كتابة الروايات خلال هذه الفترة، بما فيها أعمال فنية أصلية إضافة إلى العمل لحساب «تى اس ار». وقد عاشت في ليزبرج، فلوريدا منذ 1997.

## وصلات خارجية
- لين آبي على موقع إن إن دي بي (الإنجليزية)

- لين آبي  على قاعدة بيانات الخيال التأملي على الإنترنت